# Armstrong Siddeley Mamba

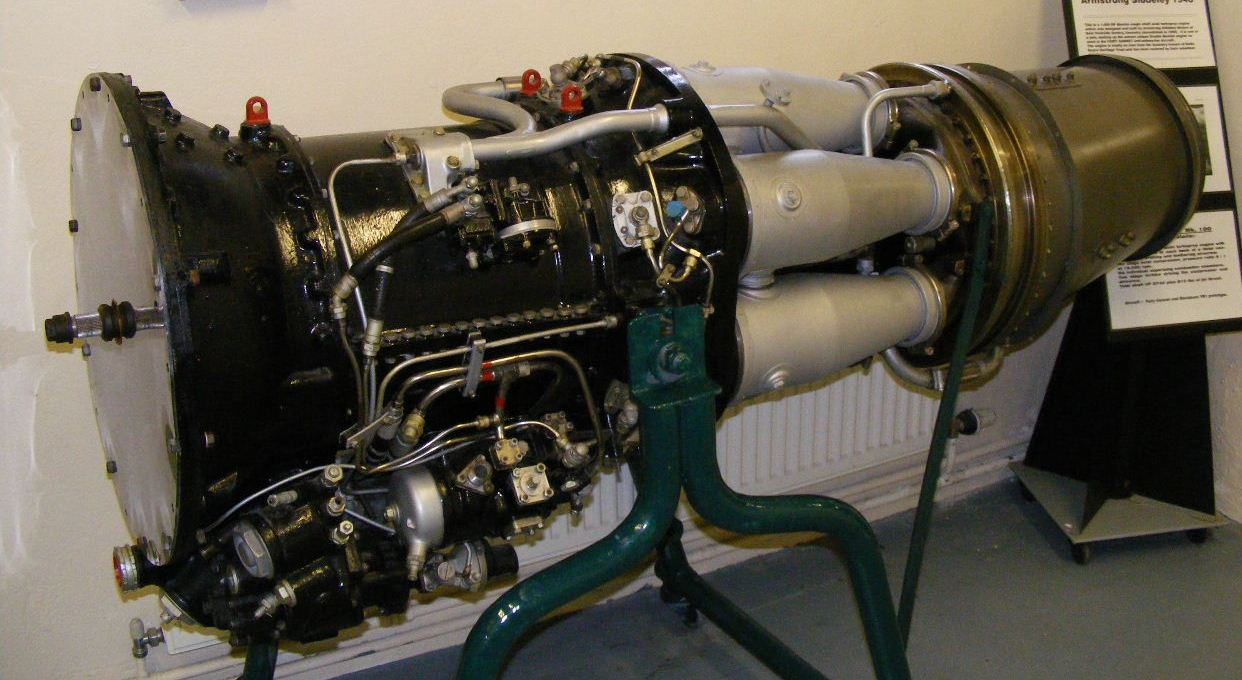
ASM.3 im Armstrong and Aircraft Museum im Bamburgh Castle.

Der Armstrong Siddeley Mamba war ein Turboprop-Flugmotor, den der britische Hersteller Armstrong Siddeley ab April 1946 herstellte. Die Maschine entwickelte etwa 1500 ehp (1100 kW).

## Konstruktion und Entwicklung
Der Mamba war eine kompakte Maschine mit 10-Stufigem Axialkompressor, sechs Brennkammern und einer zweistufigen Turbine. Das Reduktionsgetriebe war im Propellerspinner eingebaut. Der Motor wurde mit einer Kartusche gestartet. Das Ministry of Supply bezeichnete die Maschine als ASM (Armstrong Siddeley Mamba). Die ASM.3 leistete 1475 ehp und die ASM.6 1770 ehp. Ein 500-Stunden-Test wurde 1948 unternommen und die Mamba war die erste Turboprop-Maschine, die die Douglas DC-3 antrieb, als 1949 ein Dakota-Testbed zur Aufnahme von zwei Mambas umgebaut wurde.
Aus der Mamba wurde später die Double Mamba entwickelt, die u. a. das U-Boot-Abwehrflugzeug Fairey Gannet der Royal Navy antrieb. Dabei handelte es sich im Wesentlichen um zwei nebeneinander montierte Mambas, die gegenläufige Propeller über ein gemeinsames Reduktionsgetriebe antrieben.
Eine Strahltriebwerksversion der Mamba wurde als Adder entwickelt, wobei das Reduktionsgetriebe wegfiel.
In der Schweiz diente das Mamba als Ausgangsmuster für die Entwicklung des Zweistromtiebwerks Swiss Mamba. Bei dieser Version wurde über ein Reduktionsgetriebe der Niederdruckverdichter angetrieben. Am 7. Oktober 1952 begannen die Flugversuche dieses Triebwerks unter dem Rumpf einer Mosquito. Es war dies eine der
ersten Flugerprobungen eines Zweistromtriebwerkes weltweit. Leider blieb dieses Triebwerk das Einzige, das geflogen war, absolvierte doch der Prototyp des Flugzeuges N-20 bis zum Abbruch des Programms nur einige Starthüpfer, aber nie einen Erstflug.

## Varianten und Anwendungen

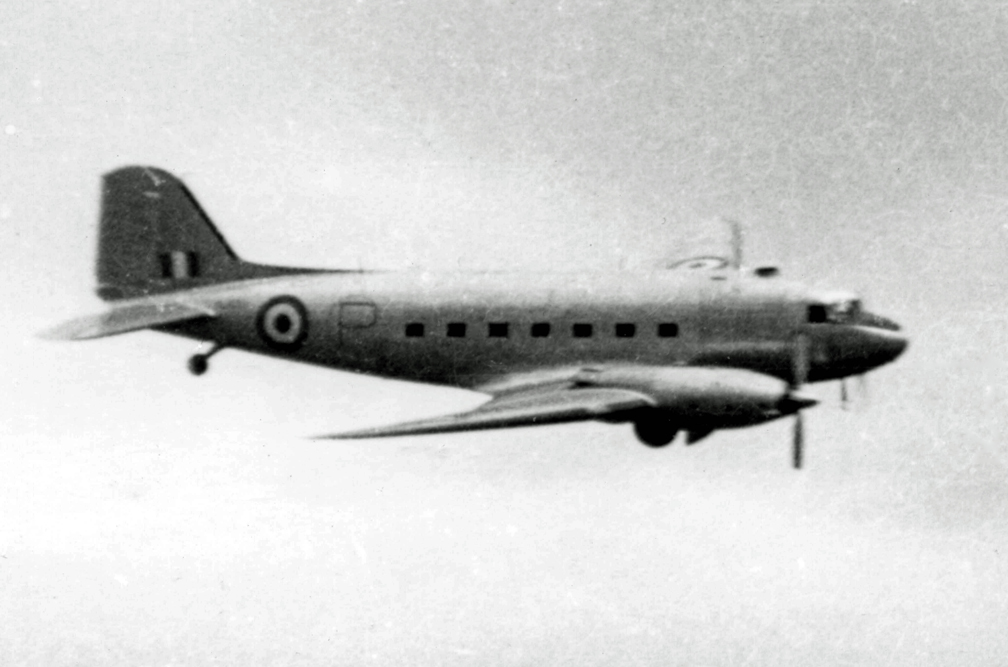
Das Douglas-C-47B-Dakota-Testbed 1954 mit den beiden Mambas zeigt deren schlankes Äußeres.

ASM.3 Mamba
Armstrong Whitworth Apollo
Avro Athena
Boulton Paul Balliol
Breguet Vultur
Miles M.69 Marathon II
Douglas C-47 Dakota
ASM.5
ASM.6 Mamba
Short Seamew
ASM.7A Version für zivile Anwendungen.
Swiss-Mamba SM-1 (mit nachgeschaltetem Turbofan)
EFW N-20

## Ausgestellte Maschinen
Armstrong Siddeley Mambas sind im Midland Air Museum am Coventry Airport und im Royal Air Force Museum Cosford ausgestellt.
Auch im Aviation Heritage Museum (Western Australia) steht ein Mamba.

## Daten (ASM.3)

### Allgemein
- Typ: Turboprop
- Länge: 2217,4 mm
- Durchmesser: 737 mm
- Gewicht: 354 kg

### Komponenten
- Kompressor: axial, 10-Stufig
- Brennkammern: 6
- Turbine: 2-Stufig

### Leistung
- Leistung: 1320 shp plus 1,8 kN Schub (1475 eshp, 1085 kW)
- Gesamtdruckverhältnis: 5,35:1
- Luftmassenstrom: 8,4 kg/s
- Spezifischer Treibstoffverbrauch: 0,36 / h x eshp
- Leistungsgewicht: 0,326 kg/kW[6]